# Carmen Rocchino
Carmen Rocchino (12 de febrero de 2001) es una deportista italiana que compite en natación sincronizada. Ganó tres medallas en los Juegos Europeos de Cracovia 2023 y tres medallas en el Campeonato Europeo de Natación de 2024.

## Palmarés internacional
| Juegos Europeos    | Juegos Europeos    | Juegos Europeos   | Juegos Europeos   |
| Año                | Lugar              | Medalla           | Prueba            |
| ------------------ | ------------------ | ----------------- | ----------------- |
| 2023               | Oświęcim (Polonia) | Medalla de plata  | Equipo técnico    |
| 2023               | Oświęcim (Polonia) | Medalla de plata  | Equipo libre      |
| 2023               | Oświęcim (Polonia) | Medalla de bronce | Rutina acrobática |
| Campeonato Europeo |                    |                   |                   |
| Año                | Lugar              | Medalla           | Prueba            |
| 2024               | Belgrado (Serbia)  | Medalla de plata  | Equipo libre      |
| 2024               | Belgrado (Serbia)  | Medalla de bronce | Equipo técnico    |
| 2024               | Belgrado (Serbia)  | Medalla de bronce | Rutina acrobática |